# Redhakhol
Redhakhol là một thị xã và là nơi đặt ủy ban khu vực quy hoạch (notified area committee) của quận Sambalpur thuộc bang Orissa, Ấn Độ.

## Nhân khẩu
Theo điều tra dân số năm 2001 của Ấn Độ, Redhakhol có dân số 13.722 người. Phái nam chiếm 53% tổng số dân và phái nữ chiếm 47%. Redhakhol có tỷ lệ 66% biết đọc biết viết, cao hơn tỷ lệ trung bình toàn quốc là 59,5%: tỷ lệ cho phái nam là 76%, và tỷ lệ cho phái nữ là 55%. Tại Redhakhol, 14% dân số nhỏ hơn 6 tuổi.